# دهستان میداوود
دهستان میداوود، یکی از دهستان‌های بخش میداوود شهرستان باغ‌ملک در استان خوزستان ایران است. مرکز این دهستان، شهر میداوود است.

## جمعیت
بر پایه سرشماری عمومی نفوس و مسکن در سال ۱۳۹۵، جمعیت دهستان میداوود برابر با ۳٬۷۳۰ نفر است.